# Tyto deroepstorffi
Tyto deroepstorffi (syn: Tyto alba deroepstorffi): és una espècie d'ocell rapinyaire nocturn de la família dels titònids (Tytonidae), a vegades considerat una subespècie de l'òliba comuna. Habita les illes Andaman, a l'oceà Índic.

## Taxonomia
Segons la llista mundial d'ocells del Congrés Ornitològic Internacional (versió 12.2, juliol 2022) aquest tàxon tindria la categoria d'espècie. Tanmateix, altres obres taxonòmiques, com el Handook of the Birds of the World i la quarta versió de la BirdLife International Checklist of the birds of the world (Desembre 2019), consideren que T. furcata, a les Amèriques, T. javanica, a l'Índia, el Sud-est Asiàtic i Australàsia', i T. deroepstorffi, a les illes Andaman', són, subespècies de l'òliba comuna, present a Europa, Àfrica i Orient Pròxim. Segons aquest altre criteri, al ser els 4 tàxons coespecífics, aleshores Tyto Alba (lato sensu) seria una espècie d'abast mundial.